# 7,5 cm Gebirgsgeschütz 36
A 7,5 cm Gebirgsgeschütz 36 (rövidítve 7,5 cm Geb.G. 36 vagy 7,5 cm GebG 36, magyarul 7,5 cm-es hegyi löveg 36) egy német hegyi löveg volt, amit a második világháború alatt használtak. 1938 és 1945 között legalább 1193 darab készült belőle. Ez volt a szabványos hegyi lövege a német hegyi hadosztályoknak; a Wehrmacht és a Waffen-SS egyaránt használta a háború során.

## Fejlesztés és leírás
A 7,5 cm GebG 36 löveget a Rheinmetall tervezte a hadsereg kívánalmait kielégítve, amely egy 7,5 cm-es mozsárágyú hadrendbe állításáról szólt a hegyi hadosztályok (Gebirgs Divisionen) számára, leváltva ezáltal az első világháború-korabeli hegyi lövegeket, melyek addig rendszerben voltak. Ilyen volt például az osztrák-magyar 7,5 cm Gebirgskanone 15. A gyártás 1938-ban kezdődött, habár az ez évben legyártott mennyiség ismeretlen. Az 1193 darab egy része 1939-45 között készült.
A 7,5 cm GebG 36 tervezete viszonylag hagyományosnak mondható, szabványos német horizontális hátrasikló tömb závárzattal és csőszájfékkel. A löveg magas szögben való tüzelési képességeinek maximalizálása érdekében hátsó forgattyúcsapot szereltek be, hogy megnöveljék a távolságot a závárzat és a talaj között, habár rugók használatára is szükség volt, hogy kiegyensúlyozzák a csőszáj túlsúlyát.
Továbbá különféle hátrasikló rendszereket alkalmaztak hozzá, hogy csökkentsék a visszarúgást, ahogy növelik a tüzelési szöget. A závárzat rendkívül masszív volt, mivel egyesült egy szállító illesztéssel, hogy elválasztható legyen a lövegcsőtől.
A szétterpeszthető talpszárak végein lévő toldalékokat el lehetett távolítani. Általában könnyű-öntvény kerekeket használtak gumiabronnccsal, de a korai lövegeknek fa kerekeik voltak. Súlymegtakarítás végett nem alkalmaztak lövegpajzsot. A löveget összeszerelve lehetett vontatni vagy nyolc részre bontva öszvér, illetve lóháton szállítani. A súlya 750 kg volt.
A 7,5 cm GebG 36 könnyű súlyából kifolyólag alacsony tüzelési szögnél a visszarúgó erők hatására minden lövésnél megugrott, emiatt a lövegtalpak toldalékait támasztékként használták, megemelték vele a kerekeket. Magas tüzelési szögnél teljesen biztonságos volt használni a löveget, mivel a talaj elnyelte a visszarúgás maradék energiáját, amit a hátrasikló rendszer nem nyelt el.

## Lőszer
A 7,5 cm GebG 36 sokféle típusú lőszert tüzelhetett, kivéve a hagyományos páncéltörő lövedéket. A löveg egy különleges üreges töltetű páncéltörő lőszert használt, aminek a súlya 5,83 kg volt, maximális lőtávolsága pedig 9250 méter. A löveghez volt külön magas robbanóerejű (HE) lövedék is (5,83 kg), de ki tudta lőni a 7,5 cm FK 18 lövedékét is. Ezenfelül egy színes füst töltetet is ki lehetett vele lőni. Négyféle hajtóanyag keverékét használták hozzá, hogy elérjék a kíván lőtávolságot. Az ötödik töltetet helyettesítő töltetként használták, hogy a löveg lőtávolságán túl lévő célokat is támadhasson. Míg ez a lőtávolság tiszteletre méltó volt egy könnyű löveghez képest, a 7,5 cm-es kaliber rövidesen túl kicsinek bizonyult a második világháború kívánalmaihoz képest.

## Szervezés

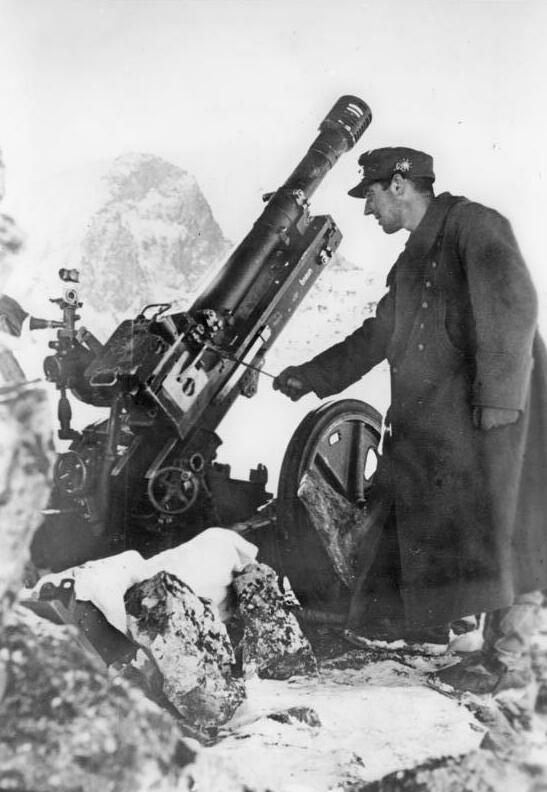
7,5 cm GebG 36 használat közben.

A lövegeket négy lövegből álló csoportokba szervezték, két-három csoport alkotott egy zászlóaljat. Egy hegyi tüzér ezred (Gebirgs-Artillerie Regiment) egy-három 7,5 cm GebG 36 löveggel felfegyverzett zászlóaljjal rendelkezett.

## Fordítás
- Ez a szócikk részben vagy egészben  a(z)   7.5 cm Gebirgsgeschütz 36 című angol Wikipédia-szócikk ezen változatának fordításán alapul.  Az eredeti cikk szerkesztőit annak laptörténete sorolja fel. Ez a jelzés csupán a megfogalmazás eredetét és a szerzői jogokat jelzi, nem szolgál a cikkben szereplő információk forrásmegjelöléseként.